# Filmografija Charlesa Chaplina

## Filmovi za Keystone Studios
| Premijera           | Naslov                         | Redatelj                                     |
| ------------------- | ------------------------------ | -------------------------------------------- |
| 2. veljače 1914.    | Making a living                | Henry Lehrman                                |
| 7. veljače 1914.    | Kid Auto Races at Venice       | Henry Lehrman                                |
| 9. veljače 1914.    | Mabelin čudan neugodan položaj | Henry Lehrman, Mack Sennett                  |
| 28. veljače 1914.   | Između tuševa                  | Henry Lehrman                                |
| 2. ožujka 1914.     | A Film Johnnie                 | Mack Sennett, George Nichols                 |
| 9. ožujka 1914.     | Tango Tangles                  | Mack Sennett                                 |
| 16. ožujka 1914.    | His Favorite Pastime           | George Nichols                               |
| 26. ožujka 1914.    | Cruel, Cruel Love              | Mack Sennett                                 |
| 4. travnja 1914.    | The Star Boarder               | Mack Sennett                                 |
| 18. travnja 1914.   | Mabel at the Wheel             | Mack Sennett, Mabel Normand                  |
| 20. travnja 1914.   | Dvadeset minuta ljubavi        | Mack Sennett                                 |
| 27. travnja 1914.   | Caught in the Cabaret          | Charles Chaplin, Mabel Normand               |
| 4. svibnja 1914.    | Caught in the Rain             | Charles Chaplin                              |
| 7. svibnja 1914.    | A Busy Day                     | Charles Chaplin                              |
| 1. lipnja 1914.     | The Fatal Mallet               | Charles Chaplin, Mack Sennett, Mabel Normand |
| 4. lipnja 1914.     | Her Friend the Bandit          | Charles Chaplin, Mack Sennett, Mabel Normand |
| 11. lipnja 1914.    | Nokaut                         | Charles Chaplin, Mack Sennett, Charles Avery |
| 13. lipnja 1914.    | Mabel’s Busy Day               | Charles Chaplin, Mabel Normand               |
| 20. lipnja 1914.    | Mabel’s Married Life           | Charles Chaplin, Mabel Normand               |
| 9. srpnja 1914.     | Plin za smijanje               | Charles Chaplin                              |
| 1. kolovoza 1914.   | The Property Man               | Charles Chaplin                              |
| 10. kolovoza 1914.  | The Face on the Barroom Floor  | Charles Chaplin                              |
| 13. kolovoza 1914.  | Rekreacija                     | Charles Chaplin                              |
| 27. kolovoza 1914.  | The Masquerader                | Charles Chaplin                              |
| 31. kolovoza 1914.  | His New Profession             | Charles Chaplin                              |
| 7. rujna 1914.      | The Rounders                   | Charles Chaplin                              |
| 14. rujna 1914.     | Novi pazikuća                  | Charles Chaplin                              |
| 10. listopada 1914. | Those Love Pangs               | Charles Chaplin                              |
| 26. listopada 1914. | Lova i dinamit                 | Charles Chaplin                              |
| 29. listopada 1914. | Džentlmen iz živca             | Charles Chaplin                              |
| 7. studenog 1914.   | Njegova glazbena karijera      | Charles Chaplin                              |
| 9. studenog 1914.   | His Trysting Place             | Charles Chaplin                              |
| 14. studenog 1914.  | Tillie's Punctured Romace      | Mack Sennett                                 |
| 5. prosinca 1914.   | Getting Acquainted             | Charles Chaplin                              |
| 5. prosinca 1914.   | His Prehistoric Past           | Charles Chaplin                              |

## Filmovi za Essanay Studios
| Premijera          | Naslov              | Redatelj        |
| ------------------ | ------------------- | --------------- |
| 1. veljače 1915.   | Njegov novi posao   | Charles Chaplin |
| 15. veljače 1915.  | Večer vani          | Charles Chaplin |
| 11. ožujka 1915.   | Šampion             | Charles Chaplin |
| 18. ožujka 1915.   | U parku             | Charles Chaplin |
| 1. travnja 1915.   | Bijeg u autu        | Charles Chaplin |
| 29. travnja 1915.  | By the Sea          | Charles Chaplin |
| 21. lipnja 1915.   | Work                | Charles Chaplin |
| 12. srpnja 1915.   | Žena                | Charles Chaplin |
| 9. kolovoza 1915.  | Banka               | Charles Chaplin |
| 4. listopada 1915. | Shangaied           | Charles Chaplin |
| 20. studenog 1915. | A Night in the Show | Charles Chaplin |
| 18. prosinca 1915. | Burlesque on Carmen | Charles Chaplin |
| 27. veljače 1916.  | Policija            | Charles Chaplin |
| 11. kolovoza 1918. | Trostruka nevolja   | Charles Chaplin |

## Filmovi za Mutual Film Corporation
| Premijera           | Naslov             | Redatelj        |
| ------------------- | ------------------ | --------------- |
| 15. svibnja 1916.   | Nadglednik         | Charles Chaplin |
| 12. lipnja 1916.    | Vatrogasac         | Charles Chaplin |
| 10. srpnja 1916.    | Skitnica           | Charles Chaplin |
| 7. kolovoza 1916.   | One A.M.           | Charles Chaplin |
| 4. rujna 1916.      | The Count          | Charles Chaplin |
| 2. listopada 1916.  | Zalagaonica        | Charles Chaplin |
| 13. studenog 1916.  | Iza velikog ekrana | Charles Chaplin |
| 4. prosinca 1916.   | Klizalište         | Charles Chaplin |
| 22. siječnja 1917.  | Easy Street        | Charles Chaplin |
| 16. travnja 1917.   | Lijek              | Charles Chaplin |
| 17. lipnja 1917.    | Useljenik          | Charles Chaplin |
| 22. listopada 1917. | Pustolov           | Charles Chaplin |

## Filmovi za First National
| Premijera           | Naslov           | Redatelj        |
| ------------------- | ---------------- | --------------- |
| 14. travnja 1918.   | Pasji život      | Charles Chaplin |
| 20. listopada 1918. | O desno rame     | Charles Chaplin |
| 15. lipnja 1919.    | Sunčana strana   | Charles Chaplin |
| 7. prosinca 1919.   | A Day's Pleasure | Charles Chaplin |
| 6. veljače 1921.    | Mališan          | Charles Chaplin |
| 25. rujna 1921.     | The Idle Class   | Charles Chaplin |
| 2. travnja 1922.    | Dan isplate      | Charles Chaplin |
| 26. veljače 1923.   | Hodočasnik       | Charles Chaplin |

## Filmovi za United Artists
| Premijera           | Naslov            | Redatelj        |
| ------------------- | ----------------- | --------------- |
| 26. rujna 1923.     | Parižanka         | Charles Chaplin |
| 26. lipnja 1925.    | Zlatna groznica   | Charles Chaplin |
| 7. siječnja 1928.   | Cirkus            | Charles Chaplin |
| 6. veljače 1931.    | Svjetla velegrada | Charles Chaplin |
| 5. veljače 1936.    | Moderna vremena   | Charles Chaplin |
| 15. listopada 1940. | Veliki diktator   | Charles Chaplin |
| 11. travnja 1947.   | Gospodin Verdoux  | Charles Chaplin |
| 16. listopada 1952. | Svjetla pozornice | Charles Chaplin |

## Filmovi snimljeni u Britaniji
| Premijera         | Naslov                | Redatelj        |
| ----------------- | --------------------- | --------------- |
| 12. rujna 1957.   | Kralj u New Yorku     | Charles Chaplin |
| 5. siječnja 1967. | Grofica iz Hong Konga | Charles Chaplin |

## Ostali
| Premijera          | Naslov           | Redatelj            |
| ------------------ | ---------------- | ------------------- |
| 15. prosinca 1918. | His Regeneration | Gilbert M. Anderson |
| 7. veljače 1915.   | The Bond         | Charles Chaplin     |
| 7. veljače 1915.   | Duše za prodaju  | Rupert Hughes       |
| 1919.              | Profesor         | Charles Chaplin     |

## Vanjske poveznice
- Charles Chaplin u internetskoj bazi filmova IMDb-u (engl.)